# Miasma
Albums de The Black Dahlia Murder
Unhallowed Nocturnal
Miasma est un album de la formation américaine The Black Dahlia Murder sorti le 12 juillet 2005 sous le label Metal Blade Records.
Il a été mixé par Eric Rachel et Andreas Magnusson au Trax East studios, dans l'état américain du New Jersey.

## Titres
1. Built for Sin (instrumental) - 1:15
2. I'm Charming - 2:54
3. Flies - 3:26
4. Statutory Ape - 3:42
5. A Vulgar Picture - 3:37
6. Noverlty Cross - 3:51
7. Dave Goes To Hollywood - 3:59
8. Miscarriage - 3:09
9. Spite Suicide - 2:52
10. Miasma - 4:43